# 洪仁永
洪仁永（韓語：홍인영，1985年10月27日—），原名洪吝英，2005年亞洲小姐競選韓國代表，並獲得當屆亞軍，最上鏡小姐等多個獎項，被網民封為「亞姐中的亞姐」。當選后簽約亞洲電視，期間出席過多個活動和電視節目。2007年与亞視約滿后返回韓國，繼續其演藝事業。

## 演出作品

### 電視劇
- 2005年：天津廣播電視台《荳蔻年華》
- 2009年：KBS《千秋太后》飾演 天香妃
- 2010年：SBS《唐突的女人》飾演 韓周蘭
- 2011年：KBS《近肖古王》飾演 神功皇后
- 2012年：KBS《大王之夢》飾演 花時
- 2014年：tvN《岬童夷》飾演 洪成熙
- 2014年：KBS《一片丹心蒲公英》飾演 申世映
- 2015年：SBS《愛你的時間》飾演 黃嬪娜

### 亞洲電視節目
- 2005年：亞洲小姐競選總決賽
- 2006年：亞洲小姐競選總決賽（頒獎嘉賓）
- 2007年：亞視娛樂一週（亞視一家親）
- 2007年：第十三屆十大電視廣告頒獎典禮（頒獎嘉賓）
- 2007年：亞洲電視金禧賽馬日（頒獎嘉賓）
- 2007年：達子的春天宣傳活動

### 廣告
- 2006年：迪茜恩洗髮露

## 其他活動
- 2005年：『格林晴天』樓盤開幕剪彩嘉賓

## 獎項紀錄
- 2005年：亞洲小姐--亞軍
- 2005年：亞洲小姐--亞洲女性魅力大獎
- 2005年：亞洲小姐--最上鏡小姐
- 2005年：亞洲小姐--網上最受歡迎亞洲小姐第一名
- 2005年：亞洲小姐--SMS夢中情人大獎第一名
- 2005年：亞洲小姐--最具民族風采大獎第一名

| 前任： 王慧 | 亞洲小姐競選亞軍 2005年 | 繼任： 孟玲 |